# Krasimira Bogdanova
Krasimira Nikolova, coniugata Bogdanova (in bulgaro Красимира Николова-Богданова?; Sofia, 5 giugno 1949 – Sofia, 10 marzo 1992), è stata una cestista bulgara.
Era la moglie del saltatore in alto Petăr Bogdanov.

## Carriera
Con la Bulgaria ha disputato due edizioni dei Giochi olimpici (Montréal 1976, Mosca 1980) e quattro dei Campionati europei (1970, 1972, 1974, 1976).